# Génogramme

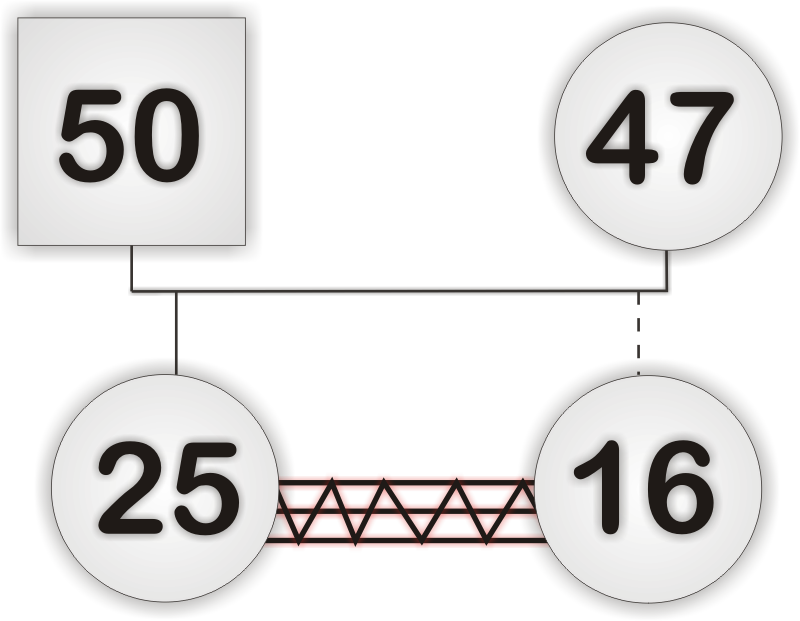
Génogramme d'une famille avec deux filles - naturelle et adoptée.

Le génogramme ou génosociogramme est une variante d'arbre généalogique utilisé en psychogénéalogie.
Il représente, en plus de l'arbre généalogique classique, les liens psychologiques ayant affecté les ancêtres de la personne étudiée, voire les faits marquants et les liens affectifs. Il est l'outil principal de certaines techniques psychothérapiques (approche transgénérationnelle, psychogénéalogie).
Il est surtout connu depuis les travaux d'Anne Ancelin Schützenberger.